# جیک شیرز
جیک شیرز (به انگلیسی: Jake Shears) (زاده ۳ اکتبر ۱۹۷۸) خواننده و آهنگساز آمریکایی است که بیشتر برای فعالیت در گروه سیزر سیسترز شناخته می‌شود.

## زندگی شخصی
جیک شیرز علناً همجنس‌گراست.